# 1073 Gellivara
1073 Gellivara là một tiểu hành tinh vành đai chính. Nó được phát hiện bởi Johann Palisa ngày 14 tháng 9 năm 1923. Tên ban đầu của nó là 1923 OW. Nó được đặt theo tên the small town thuộc Gällivare in Sweden, where astronomers witnessed the total eclipse of the sun in 1927.